# Gian Marco Guidaldi
Gian Marco Guidaldi (Roma, 3 febbraio 1987) è un ex pallanuotista e allenatore di pallanuoto italiano, tecnico del Bogliasco.

## Biografia
Nel 2008 con il Sori ha vinto la Coppa Comen, mentre nel 2009 è vicecampione d'Italia con Brescia. Successivamente diventa presidente dell'AGP (Associazione Giocatori di Pallanuoto).